# Haligovce
Haligovce es un municipio del distrito de Stará Ľubovňa en la región de Prešov, Eslovaquia, con una población estimada a final del año 2024 de 653 habitantes.
Se encuentra ubicado al noroeste de la región, cerca del río Poprad (cuenca hidrográfica del río Vístula) y de la frontera con  Polonia.

## Demografía
| Año        | 1994 | 2004    | 2014    | 2024    |
| ---------- | ---- | ------- | ------- | ------- |
| Población  | 651  | 683     | 652     | 653     |
| Diferencia |      | +4,91 % | −4,53 % | +0,15 % |

| Año        | 2023 | 2024    |
| ---------- | ---- | ------- |
| Población  | 645  | 653     |
| Diferencia |      | +1,24 % |